# Manoel Maria
Manoel Maria Evangelista Barbosa dos Santos, meglio conosciuto come Manoel Maria (Santarém, 29 febbraio 1948), è un ex calciatore brasiliano, di ruolo attaccante.

## Caratteristiche tecniche
Era di ruolo un attaccante esterno destro. Era apprezzato per come portava palla e nell'abilità nel dribbling.

## Carriera

### Calciatore

#### Club
Si forma nel Remo dove però una frattura al braccio rischiò di fermarne la carriera già in giovane età. Guarito dall'infortunio entra nelle giovanili del São Raimundo-PA, ove le sue prestazioni attireranno le attenzioni del Tuna Luso.
Dopo l'esperienza olimpiaca passa al Santos, militandovi dal 1968 al 1973. Con gli alvinegro si impose in breve tempo, venendo soprannominato Mané Maria, in riferimento al più noto Mané Garrincha. Vincerà con il suo club tre campionati paulisti ed il campionato brasiliano 1968. Nell'ottobre 1970 ha un incidente automobilistico che lo costringerà ad undici giorni di coma; questo incidente lo terrà lontano dai campi per dieci mesi, ritornando a giocare nell'agosto 1971. L'incidente, pur non fermandola, ne inficerà almeno parzialmente il prosieguo.
Nel 1973 è con gli argentini del Racing Club, mentre l'anno seguente, tornato in patria, è al Paysandu.
Nel 1975 fa parte della colonia brasiliana a seguito di Pelé presso gli statunitensi del N.Y. Cosmos, franchigia della NASL, con cui giunge a disputare le semifinali playoff del torneo, perse contro i futuri campioni del T.B. Rowdies.
Terminata l'esperienza nordamericana, torna al Santos ancora per un anno.
Successivamente milita nel Portuguesa Santista, Coritiba, Colorado e Corinthians-PP.

#### Nazionale
Con la nazionale olimpica di calcio del Brasile ha vinto il Torneo Pre-Olimpico CONMEBOL 1968. Ha inoltre fatto parte della spedizione brasiliana ai Giochi della XIX Olimpiade, ove i verdeoro non superarono la fase a gironi del torneo.
Fu nella lista dei 40 preconvocati per il Campionato mondiale di calcio 1970 ma a causa dell'incidente che lo portò anche al coma non fu convocato.

### Allenatore
Lasciato il calcio giocato ha allenato le giovanili del Santos. Nel 1997 ha allenato la sezione femminile del Peixe.

## Palmarès

### Club

#### Competizioni statali
- Campionato paulista: 3

Santos: 1968, 1969, 1973

#### Competizioni nazionali
- Torneo Roberto Gomes Pedrosa: 1

Santos: 1968

### Nazionale
- Torneo Pre-Olimpico CONMEBOL: 1

1968